# デイヴィッド・ラビノウィッツ

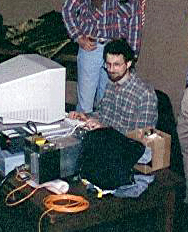
NEATプロジェクトで勤務するデイヴィッド・ラビノウィッツ

デイヴィッド・リンカーン・ラビノウィッツ（David Lincoln Rabinowitz, 1960年 - ）は、エッジワース＝カイパー・ベルトからオールトの雲にかけての、太陽系外縁部の研究を行っているアメリカの天文学者である。
ラビノウィッツはイェール大学の教授として教鞭を執っており、マイケル・ブラウンやチャドウィック・トルヒージョらとともに数多くの太陽系外縁天体を発見した。

## 発見した主な太陽系外縁天体
- セドナ - 2003年11月14日に、ブラウン、トルヒージョとともに発見。
- オルクス - 2004年2月17日に、ブラウン、トルヒージョとともに発見。
- エリス - 2005年1月8日に、ブラウン、トルヒージョとともに発見。
- マケマケ - 2005年3月31日に、ブラウン、トルヒージョとともに発見。
- フォルス（ケンタウルス族） - 1992年1月9日、トム・ゲーレルスと共に参加しているアリゾナ大学・スペースウォッチプロジェクトにおいて発見。